# Kyphosidae
Las chopas (Kyphosidae) (del griego, kyphos = joroba) es una familia de peces marinos incluida en el orden Perciformes. Se distribuyen por los océanos Atlántico, Índico y Pacífico.
La aleta dorsal tiene entre 9 y 16 espinas y de 11 a 28 radios blandos.
Las subfamilias Girellinae y Kyphosinae (excepto Graus) son herbívoros que se alimentan principalmente de algas, mientras que el resto son carnívoros que se alimentan de invertebrados bentónicos. Se congregan en gran número para el desove pelágico, generalmente cerca de la orilla.
Se pescan comercialmente en algunas áreas, si bien no tienen ningún interés pesquero en otras.

## Géneros
Aún debe establecerse si esta familia es monofilética. Existen 15 géneros agrupados en 5 subfamilias:
- Subfamilia Girellinae:
  - Género Girella (Gray, 1835)
  - Género Graus (Philippi, 1887)

- Subfamilia Kyphosinae:
  - Género Hermosilla (Jenkins y Evermann, 1889)
  - Género Kyphosus (Lacepède, 1801)
  - Género Neoscorpis (Smith, 1931)
  - Género Sectator (Jordan y Fesler, 1893)

- Subfamilia Microcanthinae:
  - Género Atypichthys (Günther, 1862)
  - Género Microcanthus (Swainson, 1839)
  - Género Neatypus (Waite, 1905)
  - Género Tilodon (Thominot, 1881)

- Subfamilia Parascorpidinae:
  - Género Parascorpis (Bleeker, 1875)

- Subfamilia Scorpidinae:
  - Género Bathystethus (Gill, 1893)
  - Género Labracoglossa (Peters, 1866)
  - Género Medialuna (Jordan y Fesler, 1893)
  - Género Scorpis (Valenciennes en Cuvier y Valenciennes, 1832)

## Imágenes

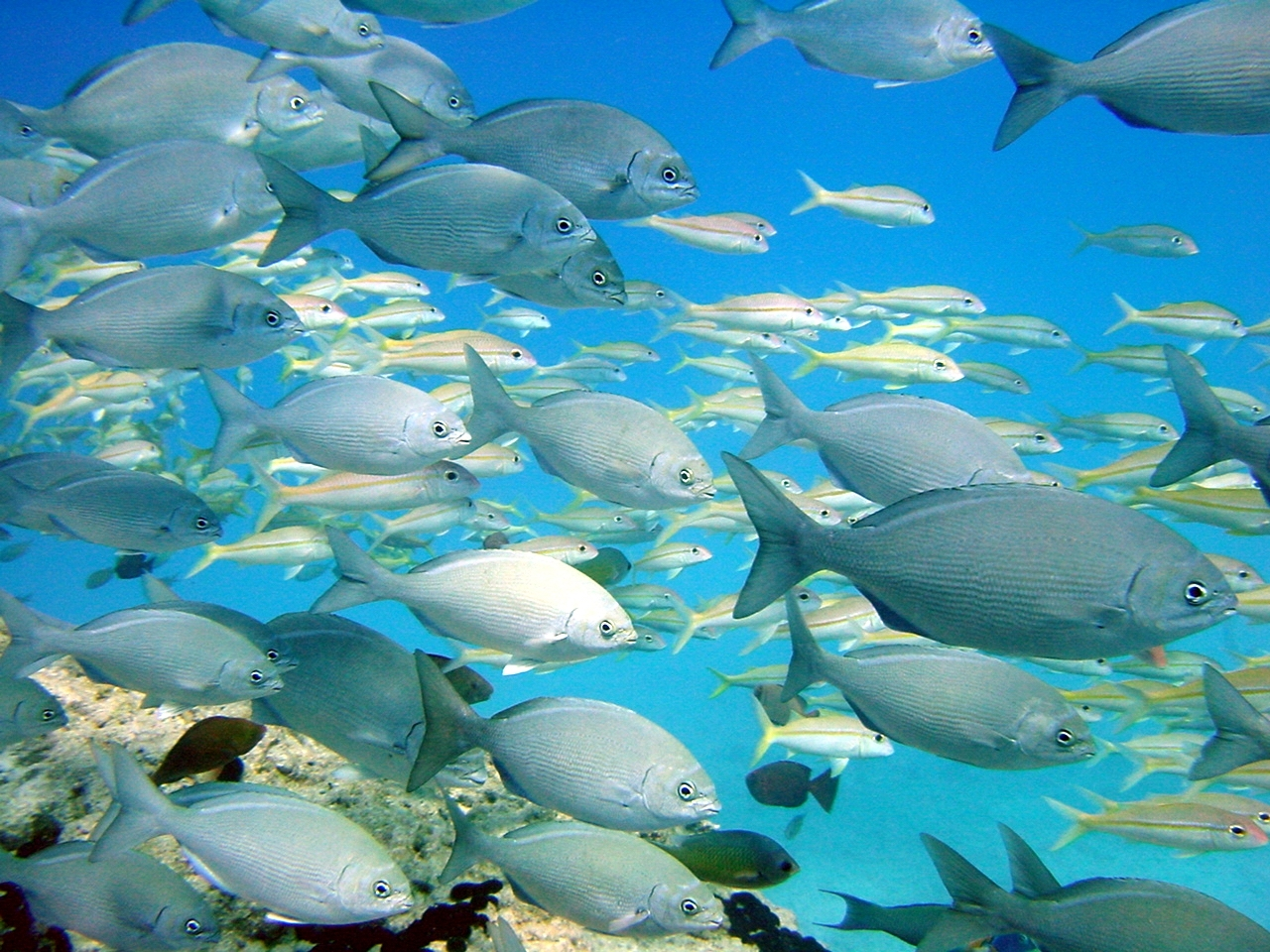
En primer plano Kyphosus bigibbus
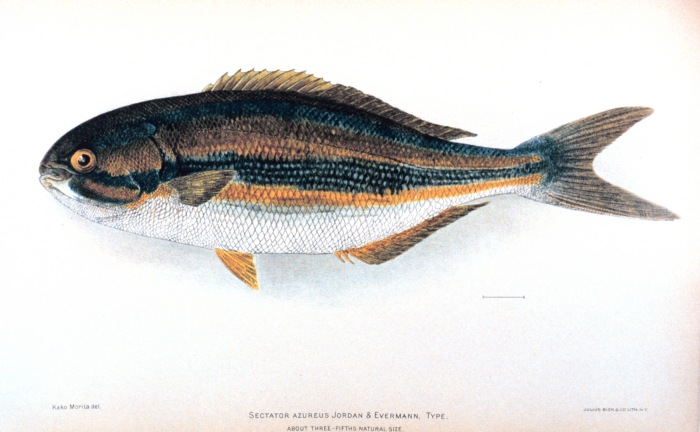
Sectator azureus
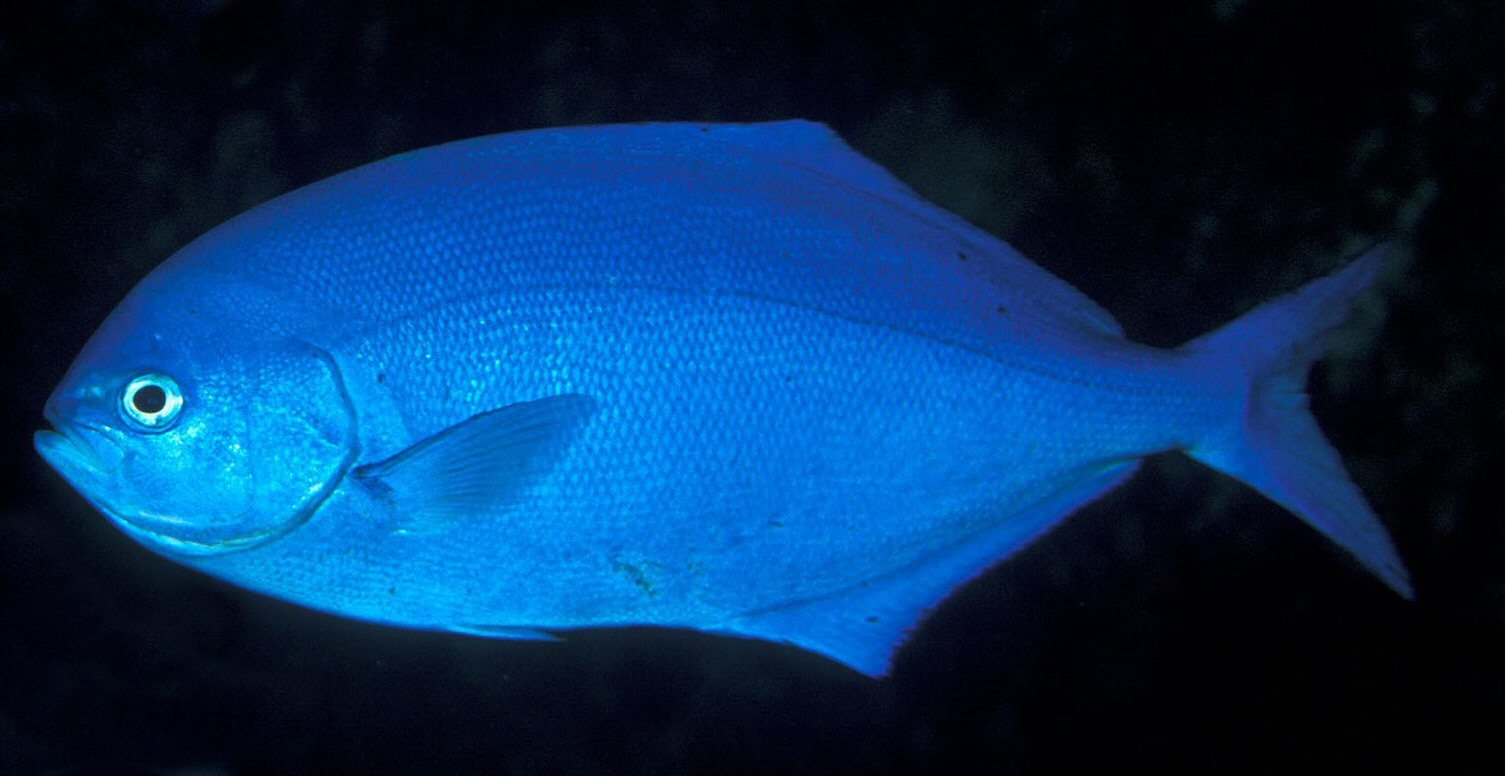
Scorpis violacea
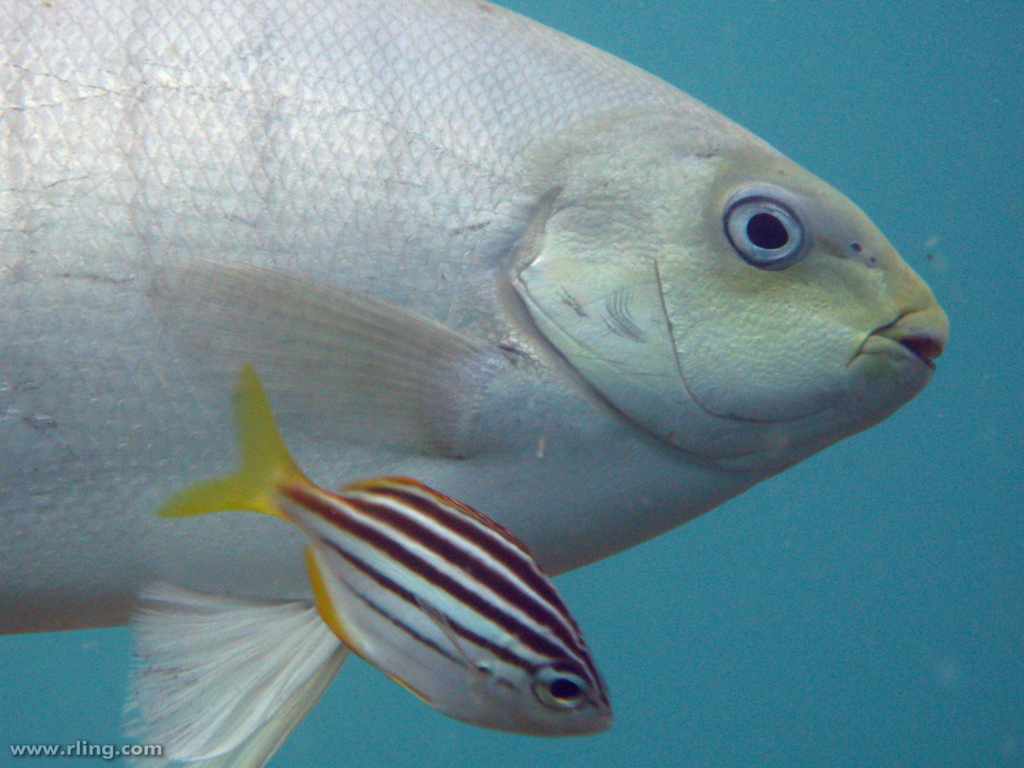
Girella tricuspidata y Atypichthys strigatus
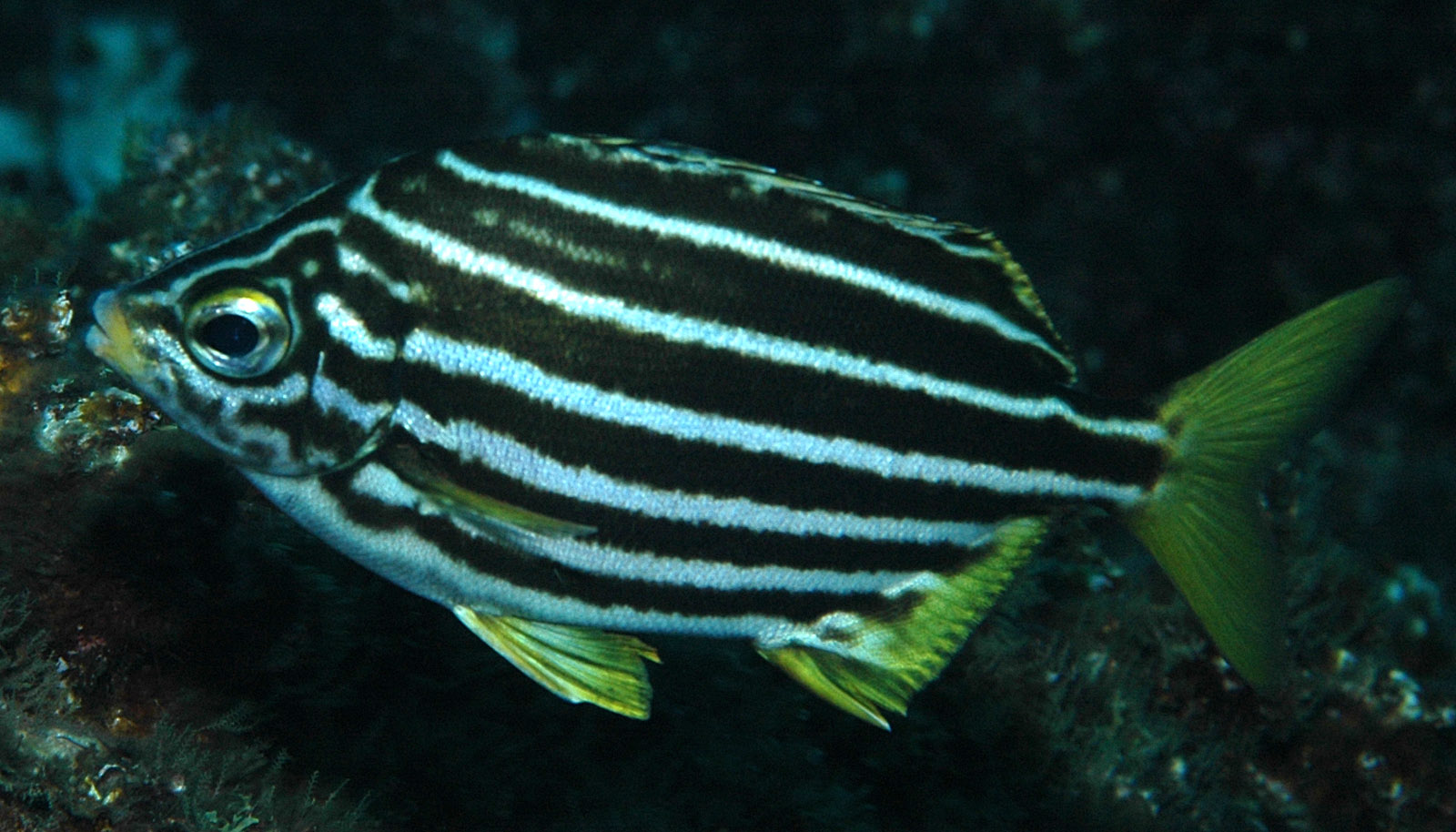
Atypicthys latus
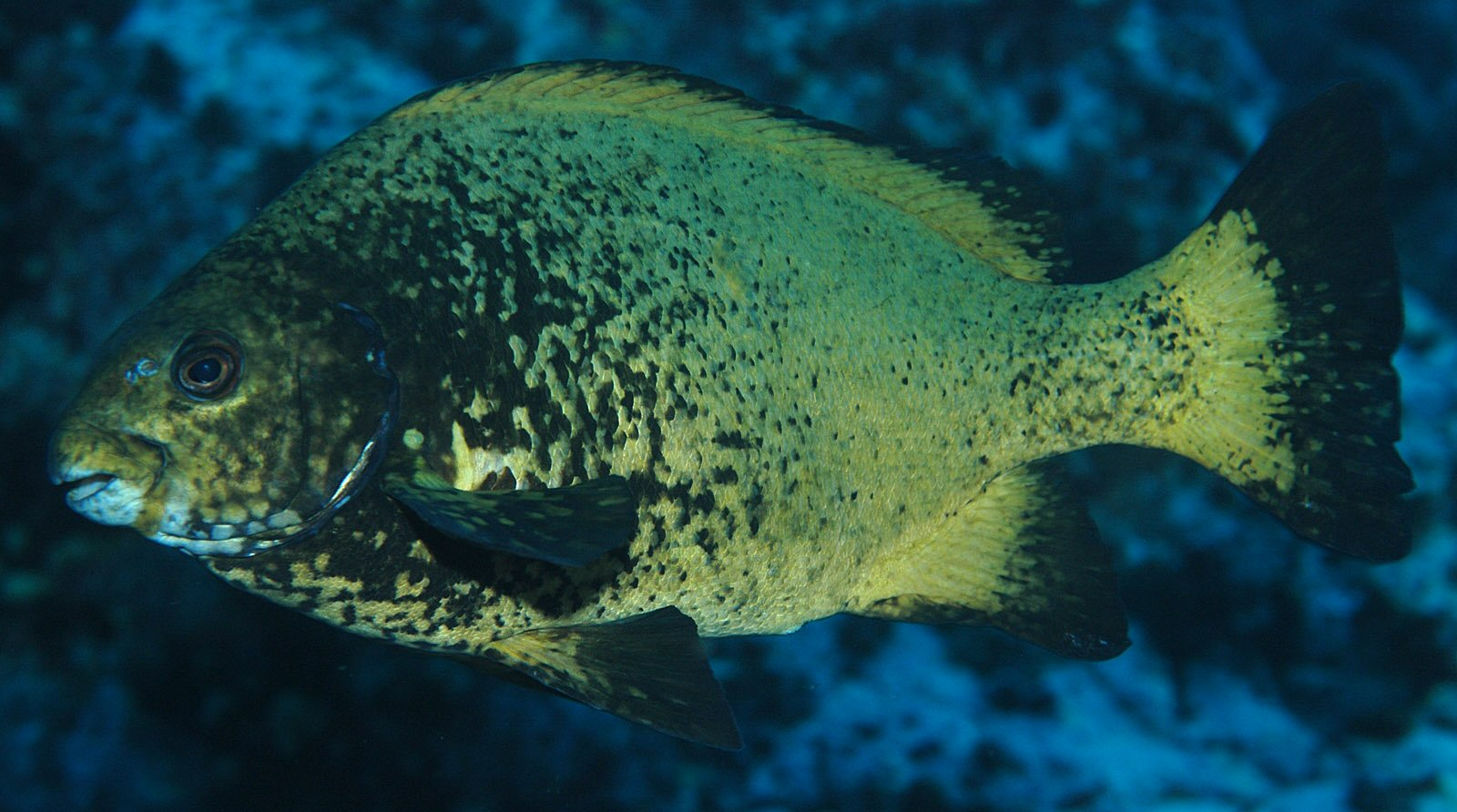
Girella fimbriata
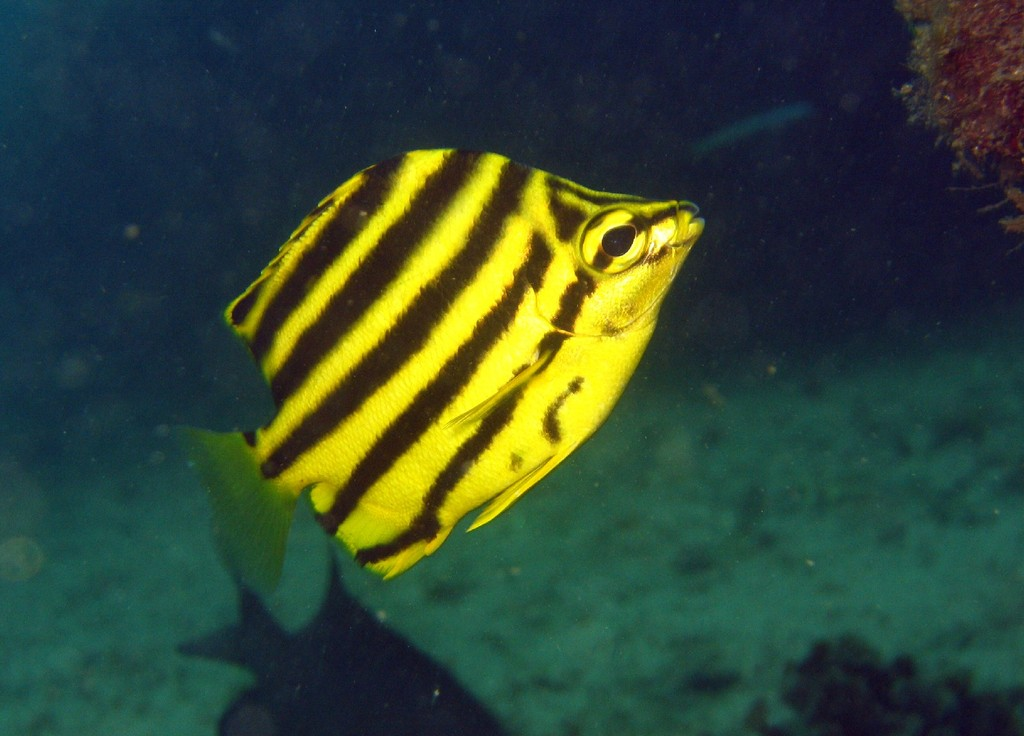
Microcanthus strigatus